# Polana, Laško
Polana je naselje v Občini Laško